# Cancer (I Cavalieri dello zodiaco)
 Cancer (蟹座のデスマスク?, Kyansa no Desumasuku) è un personaggio della serie I Cavalieri dello zodiaco creata da Masami Kurumada.
Appare sia nella storia originale (il manga del 1985 e i rispettivi adattamenti animati) che nel manga I Cavalieri dello zodiaco - Episode G di Megumu Okada e nella serie ONA Saint Seiya: Soul of Gold; appare inoltre in due film d'animazione tratti dalla serie animata classica (il terzo e il quinto) e nella maggior parte dei videogiochi basati sulla serie, oltre al merchandising.
È il Cavaliere d'oro della costellazione del Cancro e antagonista dei protagonisti; riappare successivamente durante la battaglia contro Ade come Spectre.
Nell'edizione italiana del manga viene chiamato Death Mask del Cancro, traduzione fedele del nome originale, mentre nel doppiaggio italiano della Mediaset ci si riferisce a lui con il nome latino della sua costellazione, ovvero Cancer.
Da Episode G Assassin si apprende che il maestro di Deathmask è stato DeathToll di Cancer, personaggi di Saint Seiya Next Dimension.

## Il personaggio
Il Cavaliere della Quarta casa viene raffigurato principalmente come un personaggio negativo: fin dalla sua prima apparizione, infatti, afferma di credere che la giustizia stia dalla parte di chi detiene il potere rivelando di essersi schierato spontaneamente dalla parte di Gemini e di non farsi scrupoli quando si tratta di eliminare un nemico anche se durante la battaglia vengono coinvolte persone innocenti, dal momento che "anche durante le guerre si bombardano città e si uccidono donne e bambini"; possiede inoltre la macabra abitudine di collezionare le teste delle sue vittime sulle pareti della sua Casa come maschere mortuarie impedendo alle loro anime di raggiungere l'aldilà: lui stesso ammette di essere chiamato Death Mask (maschera mortuaria, appunto) proprio per questa sua abitudine.
In Episodio Zero di Saint Seiya Final Edition, Death Mask dice che lui segue i propri interessi personali e sta sempre dalla parte del più forte.
Dopo essere morto nella battaglia alle Dodici Case ritorna durante la battaglia contro Ade come Specter del dio dei morti con l'amico Aphrodite di Fish, anche se in seguito si scoprirà che i due sono sempre stati dalla parte di Atena: riguardo a questa conversione dei due Kurumada rispose in una rubrica pubblicata sulla rivista Home Sha nel 2001 che malgrado tutto i due sono brave persone ma poiché hanno un orgoglio che è il doppio rispetto a quello di una persona normale si sentivano umiliati dall'essere stati sconfitti da dei Cavalieri di bronzo.
Nella serie ONA Saint Seiya: Soul of Gold, è descritto nel sito ufficiale come un uomo che gioisce con la guerra e la morte e che identifica la giustizia con forza, ritenendo che il fine giustifichi i mezzi; dopo la sua resurrezione sembra però perdere i suoi tratti più sanguinari come conseguenza dell'essere stato abbandonato dalla sua armatura durante il combattimento con Shiryu. Inizialmente il personaggio appare come una persona dal carattere indisponente (si rivolge alle persone più vecchie con il termine Oyaji, traducibile come "Ehi vecchio!") che preferisce i piaceri della vita al combattimento, mostrando anche una predilezione per l'alcol e il gioco d'azzardo (accumulando parecchi debiti in pochi giorni),; rivela però di agire così per racimolare i soldi destinati ad aiutare una giovane ragazza di Asgard, Helena, da cui è rimasto impressionato per la forza interiore che dimostrava nel badare ai fratellini e nel lavorare come fioraia malgrado la malattia che l'affligge.

### Aspetto fisico
Il suo aspetto fisico è quello di un giovane uomo con gli occhi azzurri e i capelli corti e blu (argentei nel manga e nel romanzo Gigantomachia) e viene perlopiù disegnato con addosso la sua armatura; nell'anime si è pensato di allungare le unghie del Cavaliere quando egli è in preda all'ira, come a volere rimarcare la sua ferocia.
 Durante il combattimento contro Shiryu sotto l'armatura indossa dei pantaloni lunghi di colore verde scuro mentre in Soul of Gold indossa una canottiera nera, pantaloni rossi e un paio di stivali e inizialmente presenta anche il pizzetto.

### Poteri
La sua tecnica principale, il Sekishiki Maikai Ha, consiste nel separare l'anima del nemico dal corpo gettando quest'ultima nel mondo dei morti attraverso l'Ammasso del Presepe della costellazione del Cancro (tradizionalmente associato dai popoli asiatici ai fuochi fatui e considerato come la porta d'accesso per l'altro mondo), rendendolo l'unico Cavaliere, oltre a Shaka della Vergine, capace di muoversi tra il mondo dei vivi e la Valle della Morte. È inoltre dotato di capacità psicocinetiche che gli permettono di colpire bersagli che si trovano a grande distanza (o addirittura in altre dimensioni, come fa con Shunrei) e della capacità di potersi teletrasportare dovunque voglia. In Soul of Gold viene mostrata una nuova tecnica, il Sekishiki Mejou Ha, con il quale relega l'anima di Fafner all'onda Sekishiki e la lascia sepolta nello Yomotsu Hiraska per l'eternità, impedendogli sia di morire completamente che di tornare in vita.

## Armatura
La sacra armatura del Cancro consiste in un busto decorato con triangoli blu, il cui vertice è puntato verso lo stomaco del cavaliere (contrariamente a quanto appare nel manga dove l'armatura è completamente dorata). L'elmo è un diadema con un rubino romboidale sulla parte centrale e sei appendici laterali che formano una sorta di corona (rappresentano ovviamente le zampe del granchio). Il particolare delle cubitiere è interessante in quanto, una volta esposta nella sua forma assemblata, queste sezioni formano le chele del granchio. Al loro interno (alle estremità che coprono i gomiti) sono celate due appendici che una volta riposta l'armatura formano le tenaglie (durante l'utilizzo sono invisibili). I coprispalle hanno un aspetto a goccia, con spuntoni a ventaglio tutto intorno al raggio.
I parastinchi dell'armatura riprendono il disegno a ventaglio spinato delle cubitiere e delle spalline. Le cosce non hanno protezione così come le parti intime (se non solo in parte dal gonnellino) come in altri cavalieri d'oro della serie. La parte inferiore termina con i classici calzari dorati, che sembrano fare parte dei gambali, con la peculiarità che nella parte del tallone sono presenti degli speroni puntuti: l'armatura del cancro insieme a quella del Sagittario sono le uniche ad avere questo dettaglio.
In Soul of Gold Death Mask farà evolvere la sua armatura in armatura divina, la quale è molto più potente della normale armatura d'oro.

## Storia

### Manga classico
Saga dopo aver ucciso il vero Gran Sacerdote e preso il suo posto nascondendo la sua vera identità, prova ad uccidere la Dea Atena neonata, ma essa viene salvata da Aiolos. Saga ordina a tre Gold Saint, Aphrodite dei Pesci, Shura del Capricorno, Death Mask di Cancer di inseguirlo e di ucciderlo. Vicino alla decima casa del Capricorno Death Mask intercetta Aiolos e lo attacca con la sua tecnica mortale, ma Aiolos riesce a fuggire. Death Mask poi insieme dall'altri due Gold Saint intercetta nuovamente Aiolos ai confini del territorio del Santuario oltre la prima casa dell'Ariete, qui i tre feriscono gravemente Aiolos che riesce comunque a fuggire. 
In questo capitolo si viene a sapere che Death Mask è un Saint che segue solo i propri interessi, lo dice lui stesso, è segue gli ordini del Gran Sacerdote perché è il più forte.
Insieme ai parigrado Aphrodite e Shura, Death Mask è uno dei tre Cavalieri d'Oro a conoscenza del fatto che il Grande Sacerdote ha tentato di uccidere la dea Atena quando questa si era appena reincarnata nella piccola Saori, ma identificando la giustizia con la forza lo segue ritenendolo il più adatto a mantenere la pace.
Appare la prima volta al Monte Lu per convincere il Maestro dei Cinque Picchi a schierarsi con il Grande Sacerdote; dopo il rifiuto secco dell'anziano guerriero, seguito da un'accesa discussione sull'eticità delle azioni umane, il Cavaliere d'oro decide di eliminare il rivale ma viene osteggiato da Shiryu, allievo del maestro: lo scontro è sproporzionatissimo non solo perché il giovane Cavaliere ha da poco perso la vista ma anche per la differenza di cosmo; soltanto l'intervento di Mur dell'Ariete e di conseguenza l'ipotesi di doversi scontrare con due parigrado lo salva da fine certa.
Riappare poi durante la corsa alle Dodici Case: appena entrati nella sua Seiya e Shiryu capiscono il motivo del suo soprannome in quanto le pareti dell'edificio sono cosparse delle teste delle sue vittime. Shiryu decide di affrontarlo da solo, cercando di risparmiare tempo e riuscendo a fare passare l'amico: i due si ritrovano quindi faccia a faccia e all'inizio il confronto è di nuovo nettamente a favore del Cavaliere d'oro, che invia l'anima dell'avversario nella Valle della Morte da cui però il Cavaliere di bronzo ritorna grazie all'intervento di Atena costringendo il suo avversario a trasportarsi con lui per poterlo finire.
Quando però le preghiere di Shunrei riescono a bloccare i suoi colpi il Cavaliere d'oro colpisce la ragazza a distanza con la telepatia per farla cadere nella cascata (sorte da cui si scopre essere salvata dal Maestro): questo sconvolge il Cavaliere di Bronzo, che in preda all'ira comincia a colpire il Cavaliere d'Oro senza tregua; quest'ultimo è comunque protetto dalla sua armatura e le sorti del combattimento tornano a favore del Cavaliere d'Oro che, mentre sta per gettare l'avversario nella bocca dell'Ade e lui si aggrappa agli speroni rocciosi per non cadere, viene attaccato dalle anime delle sue vittime, incapaci di trovare la pace e costrette a vagare fra mondo dei vivi e mondo dei morti, che insensibilmente getta nella voragine. Questo comportamento fa sì che l'armatura inizi a staccarsi dal guerriero, il quale, stupito, si ritrova inerme, permettendo a Shiryu di togliersi la propria e di combattere ad armi pari gettando il Cavaliere d'oro nella voragine verso l'oltretomba.
Durante la guerra sacra contro Ade Death Mask segue il piano di Shin e aiuta gli altri Cavalieri d'Oro resuscitati a ottenere il sacrificio di Atena per ridestare l'armatura divina di quest'ultima fingendosi un invasore del Grande Tempio, ma viene apparentemente sconfitto da Mur e rispedito al castello che funge da base sulla Terra per l'esercito di Ade: lì viene gettato da Rhadamante nella voragine che collega il castello con il mondo dei morti. Il suo spirito ritornerà per sacrificarsi alla Giudecca (quartier generale di Ade nell'oltretomba) con gli altri Cavalieri d'Oro per abbattere il Muro del Lamento che divide Inferno da Elisio e consentire a Seiya e ai suoi amici di salvare Atena.

### Serie animata
Nella serie animata del 1987 le vicende di Cancer sono simili al fumetto: l'unica differenza è che il suo scontro con Sirio viene allungato nella parte finale, introducendo un incoraggiamento di Lady Isabel al Cavaliere di Bronzo dove la fanciulla gli dice di non esitare a colpire il Cavaliere del Cancro, il quale non può essere considerato un vero Cavaliere di Atena, poiché non conosce il potere della giustizia e dell'amore.

### OAV di Hades
Nella trilogia di serie OAV I Cavalieri dello zodiaco - Saint Seiya - Hades le vicende di Cancer sono anche qui pressoché identiche al fumetto; l'unica differenza è che nella battaglia contro Rhadamante lui e Fish non vengono scagliati nel pozzo che collega la Terra con gli Inferi, ma vengono portati dal generale alla Valle della Morte e da quest'ultimo lanciati nella Bocca di Ade verso l'inferno. Riappare poi in un flashback di Shin con gli altri Cavalieri resuscitati, dove lo si vede sorridere alla proposta dell'ex sacerdote, lasciando quindi intendere una sua redenzione.
Durante la sua comparsa davanti al Muro del Lamento è stato inserito un suo incontro con Mur dove il Cavaliere dell'Ariete rivela a quelli dei Pesci e del Cancro di essere sollevato nel saperli dalla parte di Atena.

### Soul of Gold
Nella serie ONA Saint Seiya: Soul of Gold i Cavalieri d'Oro del XX secolo ritornano in vita per un breve periodo dopo la distruzione del Muro del pianto nei territori di Asgard, trasformati in Einherjar. Insieme ad Aiolia e i suoi compagni Gold Saint si scontreranno contro il dio nordico Loki per salvare Asgard e riusciranno a sconfiggerlo. Inizialmente fedele alla propria natura Cancer, sfrutta la nuova vita per dedicarsi a piaceri come il vino e il gioco d'azzardo, che utilizza per sostenere una giovane fioraria di nome Helena. Quando questa viene presa e uccisa dal Cavaliere di Asgard Fafnir di Nidhogg, nel corso di un esperimento, Cancer decide di tornare a combattere, riguadagnando così la fiducia della sua armatura, riuscendo a farla evolvere in una Armatura divina, grazie alla quale - successivamente - sconfigge Fafnir con una nuova tecnica, condannandolo a un'eternità di sofferenza in un limbo tra la vita e la morte e riuscendo a salvare i fratellini di Helena.

### Episode G

Cancer (dietro Ioria) nella copertina di un volume del manga Episode G.

Nel manga di Megumu Okada Cancer appare per la prima volta insieme ad altri Cavalieri d'Oro durante il Crysos Sinagein convocato per contrastare la minaccia dei Titani, dove ha un piccolo diverbio con Ioria a proposito della presenza della piccola Lythos (una sua cameriera) durante la riunione in vece del suo padrone. Nella breve lotta che segue (interrotta poi dal Grande Sacerdote) Cancer riesce a colpire Ioria su un punto che poi gli creerà difficoltà durante la sua battaglia contro il Titano Iperione. 
Riappare poi durante l'attacco dei giganti Lava Rossa e Fiamma Azzurra al Grande Tempio, dove convince Virgo a lasciare passare il secondo gigante fino alla sua Casa dove lo batte molto facilmente.
Durante la battaglia fra Ioria e Ceo apprende da Gemini la verità sul Grande Sacerdote e decide di seguire lo stesso il Cavaliere dei Gemelli, in quanto fra tutti i Cavalieri d'Oro lui è quello che meglio capisce gli intenti di Gemini stesso, identificando la giustizia con la forza.
Dopo avere osservato la battaglia fra Gemini e Crono davanti alla statua di Atena ha poi un breve incontro con Fish mentre quest'ultimo si reca nel mondo dei Titani.
Riappare poi nell'ultimo capitolo, quando informa il popolo dei Titani che potranno vivere sulla Terra a patto che rimangano nei territori controllati dal Grande Tempio e che coloro che sanno combattere indossino le armature dei Cavalieri Neri.

### Episode G. Assassin
In Saint Seiya Episode G. Assassin Death Mask ritorna in vita e si scopre che il suo maestro è stato il Gold Saint Death Toll di Cancer, personaggio di Saint Seiya Next Dimension (il sequel del manga originale di Saint Seiya)

## Tecniche
- Strati di spirito (積尸気冥界波?, Sekishiki Meikaiha, tradotto come "Onda Infernale dello Tsei She Ke" dalla Panini[26]): creando una torsione spazio-tempo-gravitazionale riesce a separare l'anima dal corpo del nemico tramite onde concentriche che spara dal dito indice e a spedirla nella Valle della Morte; intrappolata senza più possibilità di fuga (salvo aiuti divini o particolari), l'anima prende la via definitiva per il mondo dei morti gettandosi in quello che sembra essere un enorme vulcano (chiamato nel doppiaggio italiano la bocca di Ade). Se questa tecnica viene usata nella valle della Morte contro nemici privi di corpo, l'anima potrebbe essere persino inviata in dimensioni sconosciute da cui sarebbe impossibile tornare (a detta dello stesso Cancer nel manga). Cancer stesso può utilizzare il colpo su sé stesso per viaggiare con il proprio corpo fra i due mondi e attaccare l'anima del nemico se ce ne fosse bisogno.
Curiosamente alla sua prima apparizione animata del personaggio nella serie televisiva la tecnica viene rappresentata come un piccolo buco nero che risucchia tutto ciò che è nelle vicinanze.[27]
- Catene di spirito (積尸気迷宮波?, Sekishiki Mejou Ha, tradotto come "Onda Costrittiva oscura del Sekishki" nel doppiaggio fedele all'originale di Soul of Gold): Nuova tecnica di Cancer mostrata nella serie Soul of Gold, con la quale riesce a sconfiggere il cavaliere di Asgard Fafner di Nidhogg. Si tratta di una modifica dell'originale Strati di Spirito, con la quale il cavaliere incatena il corpo e l'anima del proprio nemico nella Valle della Morte. La particolarità della tecnica sta nel fatto che invece di uccidere il bersaglio, lo condanna a un'eterna agonia: il malcapitato infatti si ritrova semisepolto e imprigionato lungo la strada che conduce alla Bocca di Ade, perché possa venire calpestato senza sosta dalle anime dirette verso l'aldilà.

## Adattamento italiano
Nell'adattamento italiano dell'anime, sebbene la storia di Cancer sia rimasta sostanzialmente invariata rispetto all'originale, il personaggio viene presentato come malvagio e privo di scrupoli; tanto che la stessa dea Atena dice che il Cavaliere d'Oro non le appartiene perché ha scelto di sua volontà la "strada delle forze oscure" e per questo non ha la sua protezione. Per questa ragione viene visto come l'unico Cavaliere d'Oro effettivamente malvagio, che combatte esclusivamente per uccidere senza curarsi di giustificare le sue azioni, sebbene la filosofia del cavaliere sia in realtà molto meno semplicistica.

## Apparizioni in altri media
Cancer viene nominato nel romanzo Gigantomachia come maestro del Cavaliere della Chioma di Berenice Mei (introdotto proprio nel romanzo) dove gli viene attribuita la frase "Dove si fermano gli olivi e gli dei dell'Olimpo, possono nascere pazzi o geni ma mai nessuno di veramente cattivo" relativa alla Sicilia, dove il personaggio si è allenato.
Ha inoltre avuto un paio di apparizioni cameo all'interno del manga Saint Seiya - Next Dimension - Myth of Hades (sequel ufficiale del manga di Saint Seiya), e il suo design è stato copiato dall'autrice Shiori Teshirogi per il personaggio di Manigoldo: il Cavaliere del Cancro apparso nel suo manga I Cavalieri dello zodiaco - The Lost Canvas - Il mito di Ade e nella successiva serie di volumi extra.
Il personaggio è infine apparso in un capitolo del manga di Chimaki Kuori I Cavalieri dello zodiaco: Saintia Sho - Le Sacre Guerriere di Atena nel quale (poco prima dell'inizio della corsa alle Dodici Case di Pegasus e degli altri) si reca sulle alpi svizzere alla scuola dove vengono allenate le Saintia al servizio di Lady Isabel, che distrugge uccidendo quasi tutte le allieve (l'unica sopravvissuta sarà Erda di Cassiopea, che giurerà vendetta contro il Cavaliere d'Oro) perché lo considera il modo migliore per attirare ed eliminare gli ultimi spiriti maligni al servizio della dea Eris.

### Lungometraggi
Cancer appare in due dei cinque film tratti dalla serie animata: La leggenda dei guerrieri scarlatti (il terzo) e Le porte del paradiso (il quinto). 

Nel film in CGI del 2014 I Cavalieri dello zodiaco - La leggenda del Grande Tempio il personaggio cambia quasi del tutto: si presenta come un uomo dai capelli castani con la barba raccolta in due codini e guercio all'occhio sinistro; nel film, benché la sua spietatezza venga compresa, ha un carattere teatrale (come si può vedere mentre entra in scena con dei palloncini e dalla canzone che canta insieme alle facce della sua casa) e anche sbruffone, considerandosi superiore anche ai suoi stessi compagni. L'armatura è rappresentata da una corazza simile a una gabbia toracica e parabracci puntuti sul dorso, mentre il resto è completamente ornato da varie appendici simili alle zampe di granchio.
Nel film scaraventa all'ingresso degli Inferi Sirio e Cristal; quest'ultimo, però, viene salvato dal suo maestro Aquarius e portato nella Casa dell'Acquario. Cancer colpisce più volte Sirio facendolo quasi sprofondare nell'abisso di lava dell'oltretomba, ma alla sua minaccia di uccidere Atena il Cavaliere di bronzo si scaraventa contro di lui riuscendo a smontare la sua armatura, rivelandogli che a causa della sua natura malvagia non lo ha mai accettato come Cavaliere per poi finirlo con Colpo segreto del drago nascente e scaraventandolo nella Bocca di Ade.

### Videogiochi e merchandising
Cancer è apparso in tutti i videogiochi basati sulla serie animata e sugli OAV della saga di Hades, ma solo a partire dal videogioco I Cavalieri dello zodiaco - Il Santuario del 2005 per PlayStation 2. I giochi I Cavalieri dello zodiaco - Hades del 2006 (sempre per Playstaion 2) e in Saint Seiya: Brave Soldiers del 2013 (per Playstation 3) sono gli unici in cui è possibile scegliere se utilizzarlo in versione Cavaliere d'Oro o in quella Specter di Ade.
L'immagine del personaggio la sua armatura appaiono nei vari prodotti di merchandising, come card e modellini da collezione, basati sia sulla sua versione "classica" che (in minima parte) su quella disegnata da Megumu Okada in Episode G.